# Chrysotoxum cisalpinum
Chrysotoxum cisalpinum är en tvåvingeart som beskrevs av Camillo Rondani 1845. Chrysotoxum cisalpinum ingår i släktet getingblomflugor, och familjen blomflugor.
Artens utbredningsområde är Italien. Inga underarter finns listade i Catalogue of Life.